# Joan Ramon Folc III de Cardona
Joan Ramon Folc III de Cardona i II de Prades (9 de gener de 1418 - Comtat de Pallars, 18 de juny de 1486) fou comte de Cardona (1471-1486), comte de Prades i baró d'Entença (1441-1486) i vescomte de Vilamur (1471-1486). Fou la màxima figura del llinatge Cardona i una de les més destacades personalitats del seu temps. Fou virrei de Sicília (1477-1479). Com el seu pare, va donar suport al rei Joan II d'Aragó a la guerra civil catalana, on actuà com a capità general dels exèrcits reials. Gaudí de la confiança tan de Joan II com del seu fill i successor, Ferran II.

## Biografia
Fill del comte Joan Ramon Folc II de Cardona i de Joana de Prades, comtessa de Prades, morta entre el 1441 i el 1445. El 1445, el pare d'ell, que conservava el comtat de Prades com a comte consort, traspassà al seu fill aquest comtat i la baronia d'Entença. Joan Ramon Folc III de Cardona fou així el primer Cardona que fou comte de Prades per dret propi. Fins al 1471, consta sempre a la documentació com a comte de Prades, i se'l coneix també com a Joan Ramon Folc II de Prades (essent el seu pare, com a comte consort de Prades, Joan Ramon Folc I de Prades). En morir el pare el 1471, Joan Ramon Folc III heretà també el comtat de Cardona, reunint en una sola mà un patrimoni extensíssim. En paraules de Santiago Sobrequés i Vidal, "La seva fortuna escandalitzava als seus enemics".
Participà activament en les corts del 1449 al 1455. Al servei, a Itàlia, del rei Alfons el Magnànim, fou ambaixador seu prop del papa. A l’inici de la revolució catalana del 1461 fou membre del Consell del Principat i negociador de la proclamació del príncep Ferran com a primogènit, però la seva rivalitat amb el comte de Pallars, Hug Roger III, i la seva inclinació vers Joan II l’apartaren del moviment i, poc abans de començar la guerra, es posà al costat del rei (maig de 1462). Capità general dels exèrcits reialistes, fou la màxima figura militar de la guerra civil, i el seu nom va unit a les principals accions bèl·liques, especialment la victòria de Calaf i la presa de Cervera, Berga, Sabadell, Sant Cugat i Martorell.
Com a marit d’Elisabet de Cabrera, la seva segona muller, ocupà les rendes dels vescomtats de Cabrera i de Bas en morir el seu sogre Bernat Joan de Cabrera (1466), bé que hagué de renunciar-hi per complaure el rei, que les repartí entre Joan de Sarriera i Bernat d’Armendaris per comprar llur defecció (1471). A canvi, el rei el féu un dels tres arrendataris de la generalitat. La seva fortuna li permeté de fer préstecs freqüents al monarca. En acabar la guerra civil el 1472, amb 54 anys, era la primera figura de Catalunya després del rei i de l'infant Ferran.
Arran de la seva ascensió derivada de la guerra civil, el 1472 Joan II el nomenà capità del castell i de la ciutat de Tarragona, designació que els tarragonins reberen malament, entre els quals l'arquebisbe, Pere d'Urrea, pel que suposava d'ingerència en el govern de la ciutat. El Consell de la ciutat es queixà al rei, que devia anul·lar el nomenament o, almenys, les actes de la ciutat no s'hi refereixen més.
Acabada la guerra, acompanyà l'infant Ferran a la campanya per a alliberar el Rosselló (1473) dels francesos i fou ambaixador prop de Lluís XI de França; aquest, faltant als pactes, el retingué junt amb altres ambaixadors catalans fins al 1475. Fou una gran figura de les corts del 1475 al 1477, any que passà a Itàlia acompanyant la infanta Joana, i fou nomenat virrei de Sicília (1477-79), des d'on dirigí la repressió de la revolta de Lleonard d’Alagó i d’Arborea a Sardenya. El 1479 tornà a Catalunya i fou l’home de confiança del nou rei Ferran II, el qual acompanyà uns quants anys per Castella i Extremadura. El 1484 el rei li confià la missió de sotmetre la rebel·lió del comte de Pallars, Hug Roger III, nebot seu, campanya que culminà amb èxit cinc anys després de la mort de Joan Ramon Folc III amb la capitulació de València d'Àneu el 29 de juny de 1491, quan Caterina Albert, esposa del comte de Pallars, es va veure obligada a rendir-se i a marxar a l'exili per reunir-se amb el seu marit. Dirigí també la lluita contra els remences de Pere Joan Sala. A les negociacions de la sentència de Guadalupe representà la tendència més reaccionària.
Morí a Ponts el 18 de juny de 1486, poc després de la promulgació de dita sentència.

## Núpcies i descendents
El 1444 es va casar amb Joana d'Urgell, filla del comte Jaume II d'Urgell, el Dissortat. Van tenir tres fills:
- Jaume de Cardona, prior de Sant Llorenç de Morunys
- Joan Ramon Folc IV de Cardona (1446-29 de gener de 1513) Almirall i Gran Conestable de Catalunya i d'Aragó.
- Caterina de Cardona.

A la mort de Joana en 1455, es va casar amb Elisabet de Cabrera, filla de Bernat Joan de Cabrera, amb qui no va tenir descendència.
Fora del matrimoni, va ser pare de dos fills: Pere de Cardona, personatge molt influent que fou bisbe d'Urgell, president de la Generalitat de Catalunya, arquebisbe de Tarragona i virrei de Catalunya; i de Joan de Cardona, cavaller de l'orde de Sant Joan.